# Pampa Energía
Pampa Energía o Pampa Energy, es una compañía argentina con sede en la ciudad de Buenos Aires. Es una de las empresas más importantes del sector energético argentino, participando tanto de la generación y transmisión de energía eléctrica como en la producción y transporte de gas natural.
Participa en el 12% de la generación eléctrica, el 85% de la transmisión eléctrica en el territorio nacional argentino, así como también el 6% de la producción (incluyendo parte importante de la superficie del yacimiento de Vaca Muerta) y el 60% del transporte de gas natural.
Es controlada por el grupo inversor conformado por Marcelo Mindlin, Gustavo Mariani, Damián Mindlin y Ricardo Torres, que poseen el 22,3% de las acciones. Otro accionista importante es la empresa estadounidense BlackRock.
La compañía se encuentra listada en Bolsas y Mercados Argentinos.

## Propiedad
Es controlada por Marcelo Mindlin, Gustavo Mariani, Damián Mindlin 22,3% de las acciones. Otros accionistas no controlantes son la Anses, que posee el 14,78%, y el magnate británico Joe Lewis. Otro accionista importante es el  estadounidense BlackRock. Los accionistas que tienen más de un 5% de las acciones de Pampa Energía en forma pasiva son: Brasslyn Ltd./Hidden Lake 8,7%, PointState Capital 6.6%, BlackRock 5,2%.
Ha sido considerada como uno de los principales conglomerados del proceso de cartelización de la energía en Argentina.

## Historia
Durante el año 2005, Marcelo Mindlin, Gustavo Mariani, Damián Mindlin y Ricardo Torres compraron por un millón de dólares el Frigorífico Pampa, renombrándolo Pampa Energía En 2008, esta empresa pasó a conocerse como Pampa Energía, nombre que todavía conserva. En 2009 la empresa debutó en la Bolsa de Nueva York.

### Adquisiciones
En octubre de 2016, la empresa adquiere la Hidroeléctrica los Nihuiles, Hidroeléctrica Diamante, Central Térmica Güemes, Central Térmica Loma de La Lata, Central Térmica Piedra Buena, Central Ingeniero White y TGS (la transportadora de gas más grande del país), controlando la mitad del gas del país. También adquirió las empresas eléctricas de Salta, San Luis y La Rioja

En septiembre de 2019, compra Edenor. Posteriormente, entraron a la sociedad National Grid de Reino Unido, propiedad de Joe Lewis. 
En mayo de 2016 la compañía adquirió el 67,2% de Petrobras Argentina, y la ex Pérez Companc, por 892 millones de dólares completando su adquisición total en diciembre.
El 16 de febrero de 2017, Pampa absorbe Petrobras Argentina, controlando la generación de energía eléctrica y adquiriendo nuevas áreas de exploración y producción de gas y petróleo, áreas que cubren el 4% de toda la superficie de Vaca Muerta. Más tarde, se expandió y adquirió la propiedad de la Central Térmica Loma de la Lata, la Central Termoeléctrica Parque Pilar, la Central Termoeléctrica Ingeniero White, el Parque Eólico Mario Cebreiro en Bahía Blanca, los yacimientos de El Mangrullo y Las Tacanas Norte,  el Parque Eólico Pampa Energía II y Pampa Energía III en la ciudad de Coronel Rosales,  Esta inauguración formó parte del plan estratégico de inversión que la empresa proyectó para el año 2019 por más de 1000 millones de dólares.
En 2019, Pampa Energía, asociada a la empresa estatal YPF, compró a Central Térmica Ensenada Barragán, privatizada por el Estado.

### Actualidad
En junio de 2020, Pampa inauguró el segundo ciclo combinado en la Central Termoeléctrica Genelba, ubicada en Marcos Paz, provincia de Buenos Aires.
La concesión de Edenor fue otorgada por el Estado Nacional en 1992 tras la privatización de SEGBA (Servicios Eléctricos del Gran Buenos Aires) mediante el decreto N.º 714 del 28 de abril de 1992 y fue adquirida por un consorcio de empresas. Hoy, los cuatro socios de Pampa conforman el management y conservan el 20% de las acciones de la compañía. En enero de 2022, Pampa comenzó con la construcción de su Parque Eólico Pampa Energía IV, en la localidad bonaerense de Coronel Rosales, y las obras finalizaron en 2023.
En diciembre de 2022 Pampa anunció la compra del 100% del Parque Eólico Arauco II.
En enero de 2023 Pampa Energía e YPF inauguraron el ciclo combinado de la Central Térmica Ensenada Barragán
En febrero de 2023 la compañía anunció la construcción del Parque Eólico Pampa Energía VI, ubicado en la localidad de Bahía Blanca.

## Activos y negocios

### Generación
En cuanto a la generación de energía, Pampa opera una capacidad instalada de 5.366 MW a través de nueve centrales térmicas, tres centrales hidroeléctricas y cinco parques eólicos.

### Transener
En transmisión, Pampa Energía posee el co-control de Transener, a través del 50% que posee de Citelec (dueña del 52,7% de la compañía)  en sociedad con IEASA, posee el 85 por ciento de la red de transmisión en alta tensión de Argentina. de más de 20,9 mil km y supervisa el, 15% restante. A través de las líneas que opera, se transporta más del 65% de la energía eléctrica generada en el país.

### Edenor
En 2005, Grupo Dolphin (actualmente llamado Grupo Emes) se queda con el control de Edenor, tras la compra a Electricité de France (EDF).
En diciembre de 2020, como parte de su plan de enfocar sus inversiones en la generación de energía y exploración y producción de gas, con foco en el desarrollo y la explotación de sus reservas de gas no convencional (shale y tight gas), Pampa Energía inicia las negociaciones de venta del paquete accionario de Edenor. De cara a dicha transacción, firma un contrato con Daniel Eduardo Vila, Mauricio Filiberti, José Luis Manzano y un grupo de fondos de inversión y compañías representados por estos últimos. 
En febrero de 2021 la asamblea de accionistas de Pampa Energía aprobó formalmente la venta de Edenor y en junio de 2021 el Ente Nacional Regulador de la Electricidad (ENRE) autorizó el Dictamen Técnico sobre la venta. De esta manera, se concretó lo acordado entre las partes desde diciembre del año 2020.

### Petróleo y gas
En 2016, adquiere a través de su subsidiaria Petrolera Pampa, con la adquisición de Petrobras Argentina, anteriormente PeCom Energía y luego ex subsidiaria de Petrobras en Argentina. La empresa actualmente participa en áreas operadas y no operadas en las cuencas Neuquina, San Jorge y Noroeste, donde su nivel de producción promedio total alcanzó los 47 miles de barriles equivalentes de petróleo por día (90% de esto es producción de gas natural), con participación en 11 bloques de producción y 869 pozos productivos, que representan el 6% de la producción de gas, y una importante participación en Vaca Muerta con áreas que cubren el 4% de toda su superficie. Además, es el tercer productor de gas no convencional más grande del país.
En el segmento de gas, Pampa aumentó su producción un 60% respecto a 2020, principalmente por la inversión y los pozos realizados en su yacimiento El Mangrullo, en un contexto internacional marcado por la guerra entre Rusia y Ucrania. Pampa Energía controla el 44% del gas que transporta el Gasoducto Perito Moreno (ex Gasoducto Presidente Néstor Kirchner).

### TGS
En el segmento del transporte de gas natural, Pampa posee una participación de co-control en TGS, a través del 50% de CIESA, que a su vez es dueña del 51% de TGS. TGS es la transportadora de gas más importante del país, con 9183 kilómetros de gasoductos distribuidos en siete provincias del sur de la Argentina, lo que lo convierte en el sistema de gasoductos más extenso de América Latina. Además, transporta más del 60% del gas consumido en el país, abasteciendo a más de 8 millones de personas.
A través de su complejo ubicado en General Cerri, Bahía Blanca, TGS se ha convertido en una empresa líder en producción y comercialización de líquidos del gas natural, con una capacidad de producción de un millón de toneladas al año. Desde 2018, después de la construcción de un gasoducto y de la planta de acondicionamiento en Vaca Muerta se convirtió en la primera Midstreamer de Argentina.

### Refinor
En downstream, Pampa Energía poseía una participación directa del 28,5% en Refinor. Refinor cuenta con una refinería de 25,8 miles de barriles de petróleo por día de capacidad, 81 estaciones de servicio marca Refinor y una capacidad de procesamiento de líquidos de gas natural de 390 mil toneladas anuales.
En octubre de 2021, Pampa Energía vende su participación accionaria a Integra.

### Petroquímica
Pampa posee 3 plantas de alta complejidad que producen estireno, caucho sintético y aromáticos y solventes en Puerto General San Martín, Provincia de Santa Fe, y una planta de poliestireno en Zárate.

### Central Térmica Ensenada Barragán
En 2019, Pampa Energía, asociada a la empresa estatal YPF, compró a Central Térmica Ensenada Barragán con una potencia instalada de 827 MW. 

## Controversias
En 2018, el gobierno intentó vender acciones del Estado en la empresa transportadora de energía eléctrica Transener a una firma vinculada con el primo del Presidente Mauricio Macri, por lo que la fiscalía imputó a su jefe de gabinete Marcos Peña y el ministro de Energía, Juan José Aranguren, por supuesta asociación ilícita e intento de vender las acciones que tenía el Estado Nacional en Transener a una firma vinculada potencialmente con Marcelo Mindlin y Angelo Calcaterra, primo del Presidente. Actualmente, la justicia no ha llegado a una resolución legal.
En el 2013, la Procuraduría de Criminalidad Económica y Lavado de Activos (Procelac), inició una causa penal contra el dueño de Pampa Energía por lavado de activos por 107 millones de pesos. La investigación, impulsada por el fiscal Patricio Evers y a cargo del juez federal Ariel Lijo, se basó en reportes de operaciones sospechosas (ROS) sobre transacciones entre 2009 y 2010. Finalmente, el juez federal Ariel Lijo dictó el sobreseimiento de Mindlin en esta investigación. La decisión judicial determinó que no existían elementos suficientes para avanzar con la acusación, y que la formación del sumario "en nada afecta el buen nombre y honor" de Mindlin.
También la empresa fue denunciada por mantener relaciones ilegítimas con Mauricio Macri, quien se desempeñara como jefe de Gobierno de la Ciudad de Buenos Aires y presidente de la Argentina. En 2019 fue imputado el secretario de Energía acusado por un acuerdo con las empresas Edenor y Edesur para no pagar unos 35.000 millones de pesos en impuestos por el acuerdo mediante el cual se le condonaron miles de millones de pesos en multas a las empresas Edenor y Edesur, dinero que debía ser abonado a los usuarios a razón de $ 7.000 por cada consumidor de luz. El juez federal Sebastián Ramos desestimó la denuncia en primera instancia y posteriormente ratificó el sobreseimiento de los imputados en esta causa, incluyendo a las empresas.
Otra controversia se desató cuando una investigación realizada por Federico Basualdo, exdirector del Ente Nacional Regulador de la Electricidad (ENRE), concluyó que en el período 2016-2019, las inversiones eléctricas disminuyeron con respecto a 2015, pese a que las cuatro empresas eléctricas más importantes del país (Edesur, Edenor, Edelap y Edea) aumentaron sus tarifas entre un 1600% y un 2100%.